# 1749 au théâtre
| Années du théâtre : 1746 - 1747 - 1748 - 1749 - 1750 - 1751 - 1752    |
| Décennies du théâtre : 1710 - 1720 - 1730 - 1740 - 1750 - 1760 - 1770 |

## Événements
- Marivaux, membre de l’Académie française depuis 1742, y prononce le discours Réflexions sur l’esprit humain à l’occasion de Corneille et de Racine.
- Charles Farin dit Farin de Hautemer, quitte la troupe de théâtre de Lille qu'il dirige depuis l'année précédente pour rejoindre Paris et devenir une des auteurs attitrés de l’Opéra-Comique.

## Pièces de théâtre publiées
- Pierre Clément, Mérope, tragédie en 5 actes et en vers, Paris, Prault fils, VIII-100 p. Lire en ligne sur Gallica.

## Pièces de théâtre représentées
- Lors du Carnaval : L'Honnête Fille (La putta onorata), pièce en trois actes de Carlo Goldoni par la compagnie Medebach, Venise, Teatro Sant'Angelo.
- La Bonne Épouse (La buona moglie), comédie de Carlo Goldoni, Venise, Teatro San Samuele.
- 24 juillet : Les Amazones, tragédie mythologique en cinq actes et en alexandrins d'Anne-Marie du Boccage, Paris, Comédie-Française.
- 6 octobre : la Ruse inutile, comédie en 1 acte en vers de Pierre Rousseau, Paris, Comédie-Française.

## Naissances
- 16 janvier : Vittorio Alfieri, poète, dramaturge et philosophe italien, mort le 8 octobre 1803.
- 14 mars : Jean-Charles Le Vacher de Charnois, écrivain, journaliste rédacteur du Journal des théâtres, ou le Nouveau Spectateur, dramaturge et critique théâtral français, mort exécuté sommairement lors des massacres de Septembre le 2 septembre 1792.
- 17 mars : Charles-Nicolas-Joseph-Justin Favart, auteur dramatique et acteur français, mort le 1er février 1806.
- 9 avril : Giovanni Battista Viassolo dit Camillo Federici, acteur et auteur dramatique italien, mort le 23 décembre 1802.
- 17 avril : Pierre-Yves Barré, vaudevilliste et chansonnier français, mort le 2 mai 1832.
- 18 juin : Alexandre Bultos, comédien et directeur de théâtre bruxellois, mort le 20 septembre 1787.
- 19 juin : Jean-Marie Collot d'Herbois, comédien, auteur dramatique et homme politique français, mort le 8 juin 1796.
- 28 août : Johann Wolfgang von Goethe, romancier, dramaturge, directeur de théâtre, poète et théoricien de l'art allemand, mort le 22 mars 1832.
- 22 septembre : Marie-Angélique Servandoni, dite Angélique D'Hannetaire, actrice française, morte le 14 avril 1822.
- 25 septembre : Arnaud Berquin, écrivain, pédagogue, auteur d'ouvrages pour la jeunesse et dramaturge français, mort le 21 décembre 1791.
- 21 décembre : Guillaume Lévrier-Champrion, auteur dramatique et librettiste français, mort le 10 mars 1825.
- Date précise inconnue :
  - Wang Yun, dramaturge chinoise, morte en 1819.

## Décès
- 23 mars : Cornelis Sweerts, poète, parolier, dramaturge et libraire hollandais, né le 20 février 1669.
- 11 mai : Catharine Trotter, romancière, dramaturge et philosophe britannique, née le 16 août 1679.
- 18 juin : Ambrose Philips, poète anglais, auteur d'une tragédie, né en 1674.